# Sungai Wapoga
Sungai Wapoga är ett vattendrag i Indonesien.   Det ligger i provinsen Papua, i den östra delen av landet, 3 300 km öster om huvudstaden Jakarta.